# Pterolophia ornatipennis
Pterolophia ornatipennis är en skalbaggsart som beskrevs av Stefan von Breuning 1961. Pterolophia ornatipennis ingår i släktet Pterolophia och familjen långhorningar. Inga underarter finns listade i Catalogue of Life.